# Procédure (droit)
Pour les articles homonymes, voir Procédure.
En droit, une procédure, appelée aussi procédure juridique, est :
- soit l'ensemble des formalités nécessaires à la validité d'un acte ;
- soit l'ensemble des démarches à suivre pour mener à bien une action en justice.

Le droit procédural (ou processuel) étudie les règles et formalités à suivre dans le cadre d'une procédure judiciaire et notamment d'un procès ; on l'oppose au droit substantiel.
Devant une juridiction civile, on parle de procédure civile, devant une juridiction pénale de procédure pénale, devant une juridiction administrative de procédure administrative (nommée contentieux administratif en France).
Le non-respect des règles de procédure est appelé « vice de procédure ».